# Microcreagris
Microcreagris es un género de pseudoscorpiones de la familia Neobisiidae. Se distribuyen en Norteamérica y Asia. 

## Especies
La lista de especies de este género validada a 2007 es la siguiente:
- Microcreagris abnormis Turk, 1946
- Microcreagris atlantica Chamberlin, 1930
- Microcreagris birmanica Ellingsen, 1911
- Microcreagris californica (Banks, 1891)
- Microcreagris cingara Chamberlin, 1930
- Microcreagris ezoensis Morikawa, 1972
- Microcreagris formosana Ellingsen, 1912
- Microcreagris gigas Balzan, 1892
- Microcreagris grandis Muchmore, 1962
- Microcreagris herculea Beier, 1959
- Microcreagris hespera Chamberlin, 1930
- Microcreagris laurae Chamberlin, 1930
- Microcreagris luzonica Beier, 1931
- Microcreagris macropalpus Morikawa, 1955
- Microcreagris magna (Ewing, 1911)
- Microcreagris microdivergens Morikawa, 1955
- Microcreagris pseudoformosa Morikawa, 1955
- Microcreagris pusilla Beier, 1937
- Microcreagris sequoiae Chamberlin, 1930
- Microcreagris tacomensis (Ellingsen, 1909)
- Microcreagris thermophila Chamberlin, 1930
- †Microcreagris koellnerorum Schawaller, 1978

## Publicación original
- Balzan, 1892: Voyage de M. E. Simon au Venezuela (Décembre 1887 - Avril 1888). Arachnides. Chernetes (Pseudoscorpiones). Annales de la Société Entomologique de France, vol.60, p.497-552.